# معاهدة شترالسوند (1354)
معاهدة شترالزوند، هي اتفاق وُقّع في 12 فبراير 1354، حلت النزاعات الحدودية الناتجة عن الحروب بين دوقيات مكلنبورغ وبوميرانيا. 